# Умар Тогрул-тегін
Умар Тогрул-тегін (д/н — бл. 1077) — 5-й каган Східно-Караханідського ханства у 1074—1075 роках.

## Життєпис
Походив з гасанідської гілки династії Караханідів. Син кагана Махмуда. Про молоді роки відомостей обмаль. Ймовірно отримав якусь область в управління за часів батька (Хотан або Яркенд), звідси титул тегін.
Після смерті батька затримався, відбиваючи напад кочівників. За місцевими переказами з військом 40 тис. переміг 700-тисячну ворожу армію. Втім цифри значно перебільшені. Затримкою скористався давній суперник — Гасан ібн Сулейман. Ймовірно Умар чинив спроби повернутися до влади до 1077 року.